# Guyana Tragedy: The Story of Jim Jones
Guyana Tragedy: The Story of Jim Jones (Brasil: Jim Jones: A Tragédia da Guiana ) é um telefilme estadunidense de 1980, do gênero drama biográfico, dirigido por William A. Graham, com roteiro baseado no livro Guyana Massacre: The Eyewitness Account, de Charles A. Krause, que aborda o suicídio em massa dos membros do Templo do Povo em Jonestown, em 1978, sob a liderança de Jim Jones.

## Sinopse
A história do culto do Templo do Povo, liderado por Jim Jones, e os eventos envolvendo a sua mudança dos Estados Unidos para a Guiana e o suicídio em massa que ele liderou.

## Elenco
- Powers Boothe...Rev. Jim Jones
- Ned Beatty...Rep. Leo Ryan
- Irene Cara...Alice Jefferson
- Veronica Cartwright...Marceline 'Marcy' Jones
- Rosalind Cash...Jenny Hammond
- Brad Dourif...David Langtree
- Meg Foster...Jean Richie
- Michael C. Gwynne...Larry King